# Сан-Мигел-ди-Паредиш
Сан-Мигел-де-Паредеш (порт. São Miguel de Paredes)  —  район (фрегезия) в Португалии,  входит в округ Порту. Является составной частью муниципалитета  Пенафиел. По старому административному делению входил в провинцию Дору-Литорал. Входит в экономико-статистический  субрегион Тамега, который входит в Северный регион. Население составляет 1227 человек на 2001 год. Занимает площадь 1,10 км².